# Khertek Anchimaa-Toka

Khertek Anchimaa-Toka

Khertek Amyrbitovna Anchimaa-Toka (în rusă Хертек Амырбитовна Анчимаа-Тока; n. 1 ianuarie 1912 – d. 4 noiembrie 2008) a fost un om politic din Republica Tuva.
În perioada 6 aprilie 1940 - 11 octombrie 1944, a deținut funcția supremă în stat, aceea de lider al prezidiului Parlamentului țării.
A fost prima femeie șef de stat din lumea modernă, aleasă prin vot democratic.